# Холидеј Сити (Охајо)
Холидеј Сити (енгл. Holiday City) град је у америчкој савезној држави Охајо.

## Демографија
По попису из 2010. године број становника је 52, што је 3 (6,1%) становника више него 2000. године.
| Група             | 2000.      | 2010.       |
| Белци             | 46 (93,9%) | 52 (100,0%) |
| Афроамериканци    | 0 (0,0%)   | 0 (0,0%)    |
| Азијати           | 2 (4,1%)   | 0 (0,0%)    |
| Хиспаноамериканци | 0 (0,0%)   | 0 (0,0%)    |
| Укупно            | 49         | 52          |